# Maulion de Varossa
Maulion de Varossa (en francès Mauléon-Barousse) és un municipi francès situat al departament dels Alts Pirineus i a la regió d'Occitània.

## Demografia
| 1962                                       | 1968 | 1975 | 1982 | 1990 | 1999 | 2007 |
| ------------------------------------------ | ---- | ---- | ---- | ---- | ---- | ---- |
| 245                                        | 250  | 246  | 177  | 130  | 138  | 124  |
| Des de 1962: població sense dobles comptes |      |      |      |      |      |      |

## Administració
| Període   | Identitat                 | Partit |
| --------- | ------------------------- | ------ |
| 1939-1953 | René Rivières             |        |
| 1953-1971 | Louis Arcangeli           |        |
| 1971-1991 | Pierre Baron              | PS     |
| 1991-2001 | Emile Soulé               |        |
| 2001-     | Ginette Barthie-Fortassin |        |